# Shimadzu All Japan Indoor Tennis Championships 2003
Lo Shimadzu All Japan Indoor Tennis Championships 2003 è stato un torneo di tennis facente parte della categoria ATP Challenger Series nell'ambito dell'ATP Challenger Series 2003. Il torneo si è giocato a Kyoto in Giappone dal 3 al 9 marzo 2003 su campi in cemento indoor.

## Vincitori

### Singolare
Michal Tabara ha battuto in finale  Noam Behr con il punteggio di 6–2, 6–2

### Doppio
Amir Hadad /  Andy Ram hanno battuto in finale  Jan Hájek /  Wang Yeu-tzuoo con il punteggio di 3–6, 6–3, 6–1